# Recycling Band
Recycling Band – zespół muzyczny łączący brzmienia elektroniczne i tzw. śmieciowe, korzystając z własnoręcznie wykonanych instrumentów. Półfabrykatami instrumentów są niepotrzebne przedmioty, często śmieci i odpady, które w rękach zespołu zyskują nowe, lepsze życie, ukazując tym samym role recyklingu w praktyce. RB powstał w 2011 roku i jest finalistą V edycji popularnego programu telewizyjnego Mam Talent.

## Skład
W skład zespołu wchodzi 5 członków:

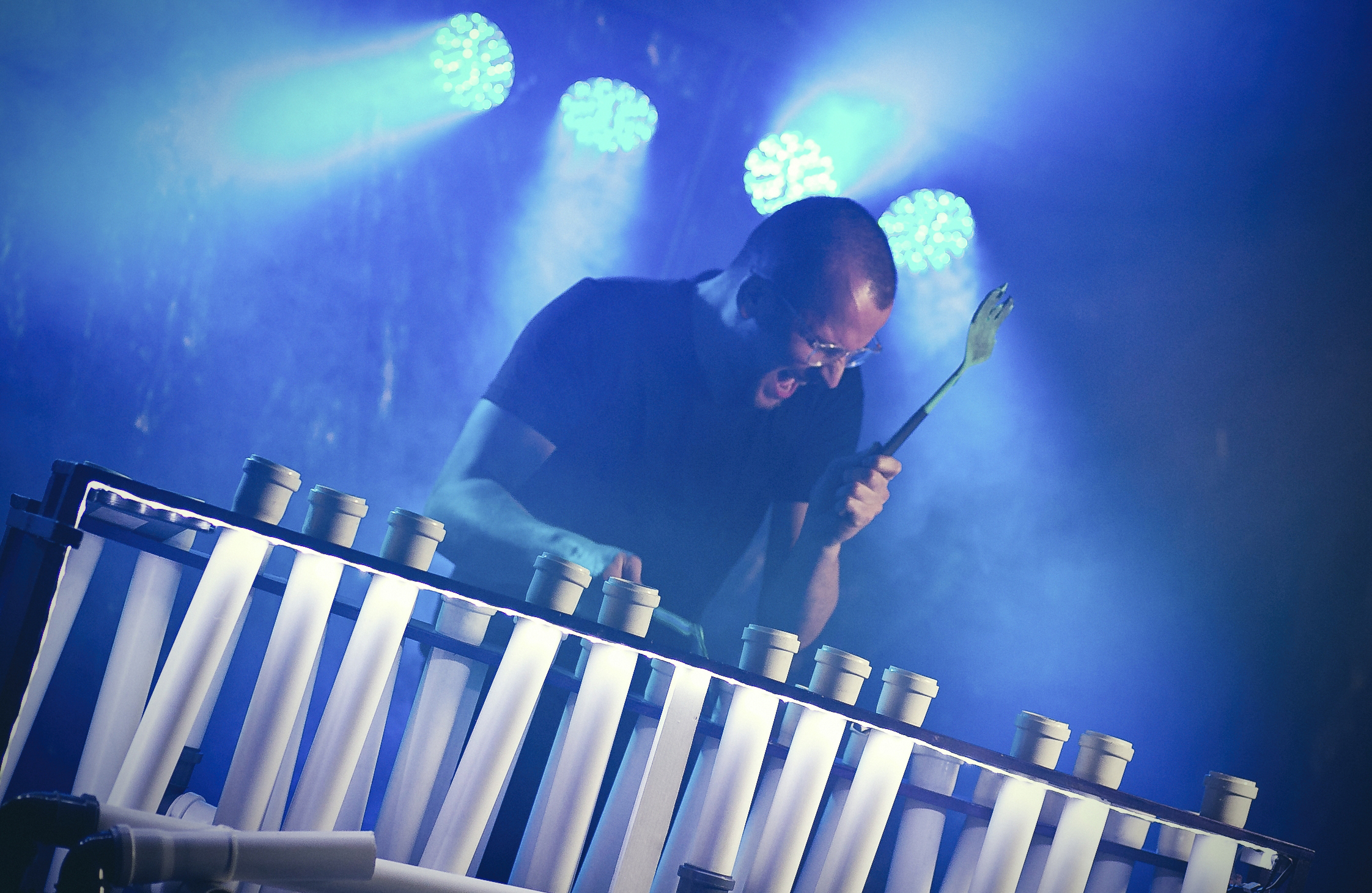
Tubafon podczas koncertu

- Kamil KML – ButloGitara – absolwent Akademii Górniczo-Hutniczej w Krakowie; inżynier oddający się pasji, jaką jest muzyka oraz „tworzenie czegoś z niczego”; połączenie tych dwóch kierunków zaowocowało ideą promowania ochrony środowiska poprzez muzykę, konstruktor instrumentów z odpadów.
- Piotr Bolanowski – Instrumenty klawiszowe – muzyk instrumentalista. Absolwent Akademii Muzycznej w Krakowie na wydziale instrumentalnym (fortepian jazzowy). Muzyk sesyjny, aranżer i producent muzyczny.
- Grzegorz Dowgiałło - Wokal, Perkusalia - Absolwent Akademii Muzycznej w Krakowie na Wydziale Instrumentalnym w Katedrze Muzyki Współczesnej i Jazzu.
- Józef Rusinowski - Odpadowa Perkusja - Absolwent szkoły muzycznej w klasie perkusji prof. Henryka Przytockiego i Akademii Muzycznej w Krakowie. Kompozytor, muzyk sesyjny.

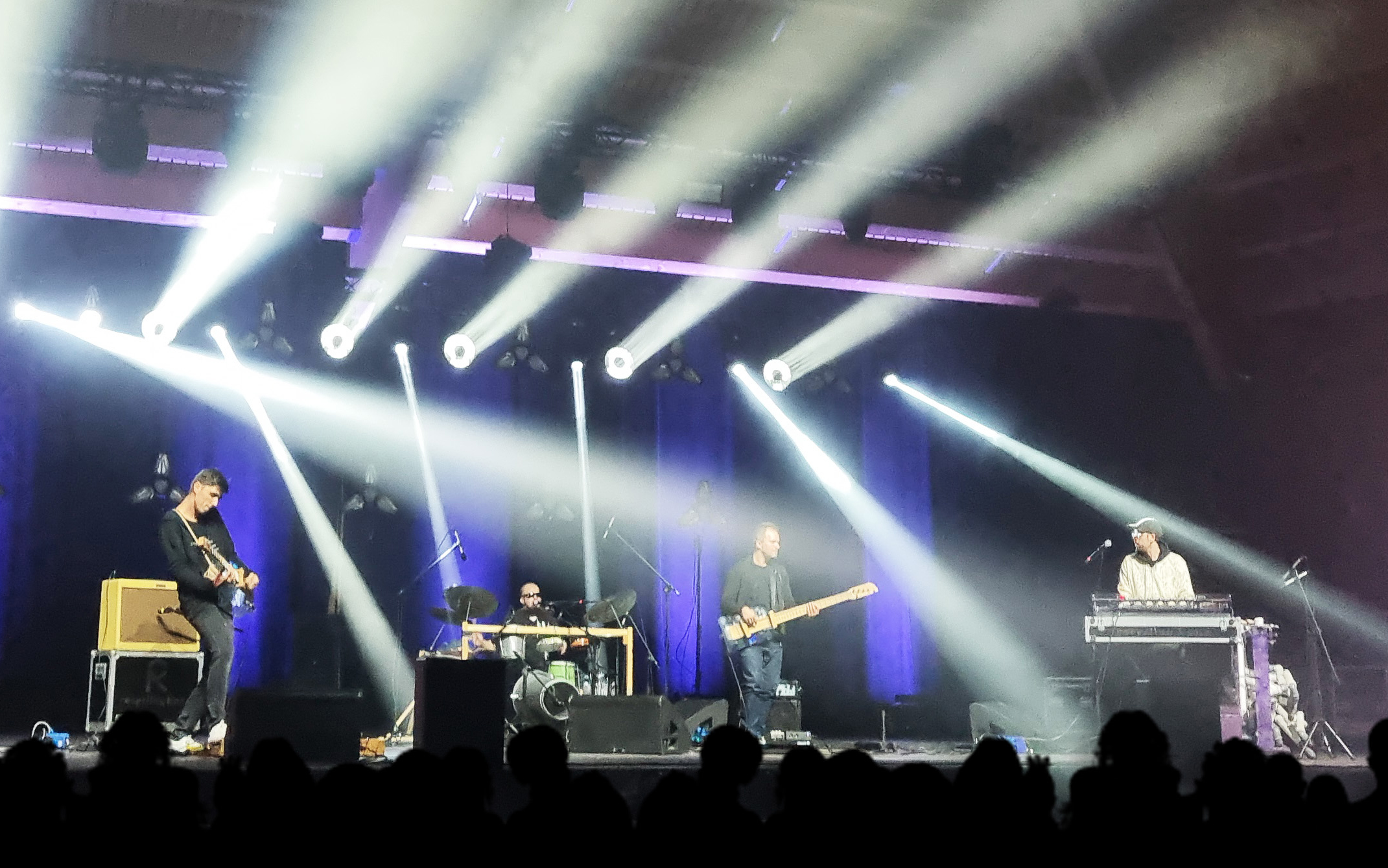
Recycling Band podczas koncertu

- Recycling Band podczas koncertuWojciech Famielec - ButloBass - Absolwent Akademii Górniczo-Hutniczej w Krakowie (Wibroakustyka i inżynieria dźwięku). Gitarzysta basowy, realizator dźwięku, producent muzyczny.

## Instrumenty

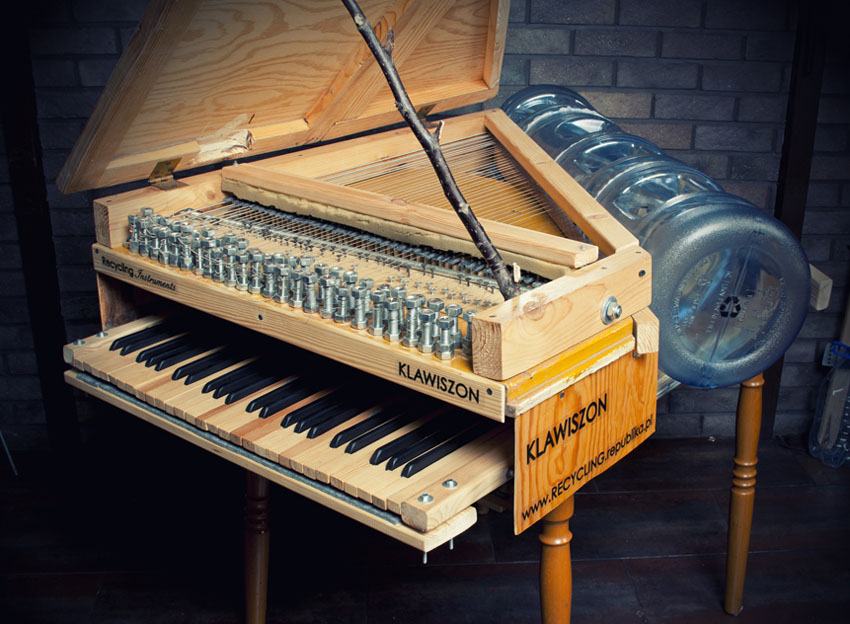
Klawiszon

Członkowie RB do budowy instrumentów używają m.in. butelek, puszek, wiader, starych części rowerowych, mebli oraz podzespołów elektronicznych w tym komputerowych.
W swoim asortymencie posiadają kilkanaście gitar m.in. ButloBass, ButloGitar, ukulele. Za część rytmiczną odpowiada „Odpadowa perkusja”. Jest to odpowiednik tradycyjnej perkusji, lecz złożonej z puszek, butelek, wiaderek, kosza na śmieci. Odpadowa perkusja to nie tylko bębny poprzyczepiane na własnoręcznie wykonanych statywach, ale również mechanizmy. Mechanizm stopy oraz Hi-hatu również jest zrobiony z odpadów, takich jak łańcuch i zębatka rowerowa, kawałek boazerii czy tłuczek do ziemniaków jako bijak stopy.

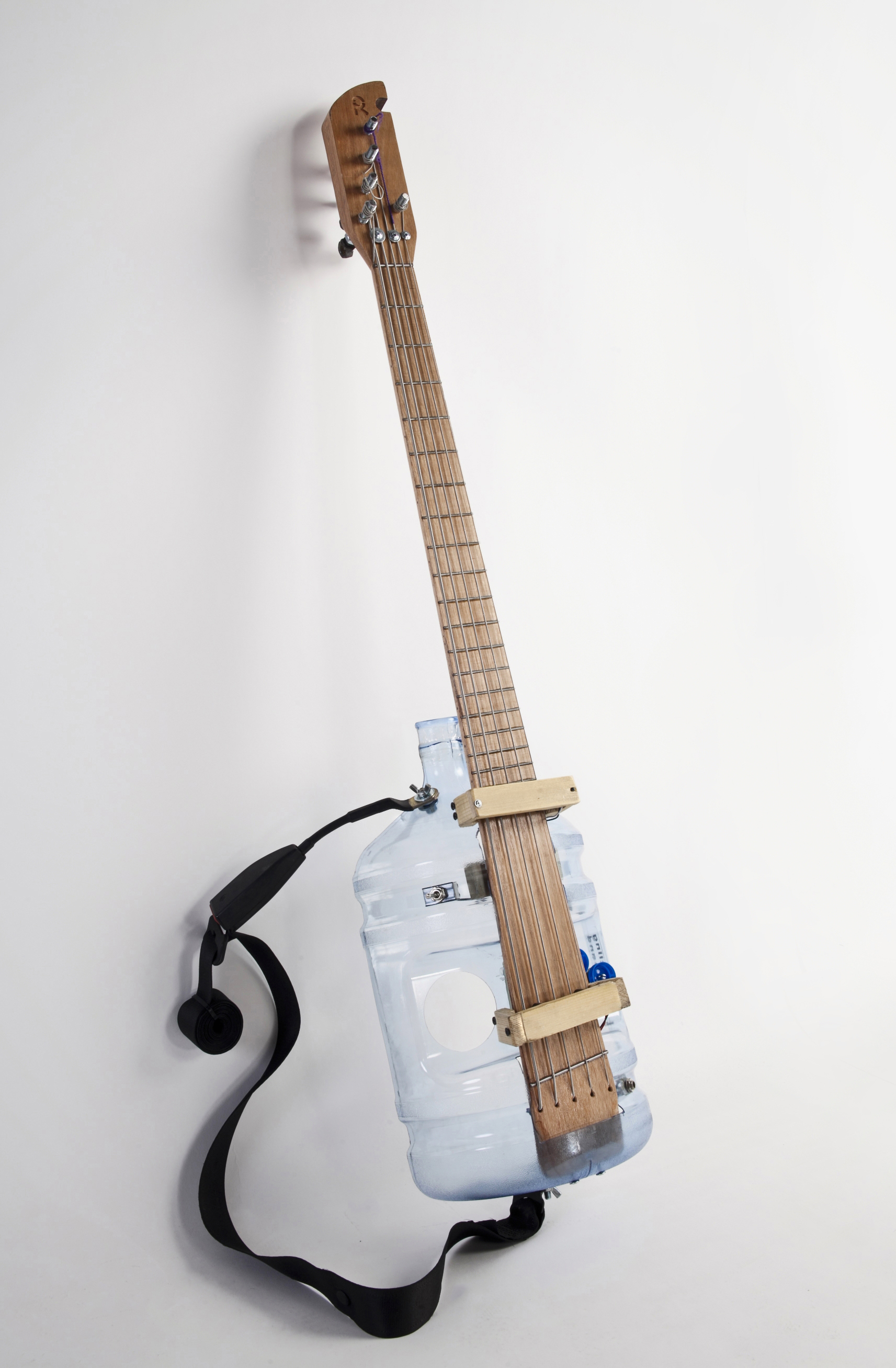
ButloBass

Prawdziwym majstersztykiem Recycling Bandu jest instrument klawiszowy z odpadów – „Klawiszon”. Podobnie jak w klawesynie, tak i w klawiszonie struny są szarpane, z tą różnicą, że tu – ząbkami z grzebienia. Podstawą instrumentu są drzwi mieszkalne oraz front z szafy. Całość stoi na nogach od stołu kuchennego. Po naciśnięciu klawisza zrobionego z listwy progowej, usłyszeć można jedną z 49 strun, które pochodzą ze starych kompletów basistów i gitarzystów. Instrument ten posiada – jako jedyny klawisz na świecie – pudło rezonansowe z plastikowych butelek, przez co jego brzmienie jest niepowtarzalne.
Oprócz instrumentów akustycznych zespół również zaprojektował i stworzył wiele elektronicznych instrumentów takich jak ekoMPC lub klawisz ReClavier.
Na koncertach można także zauważyć wiele mniejszych instrumentów, takich jak trąbki, flety czy też samodzielnie zaprojektowane nowe instrumenty, których nie można porównać do żadnych innych już istniejących.

## Historia
Powodem powstania pierwszego instrumentu „ze śmieci” był brak posiadania przez pomysłodawców odpowiednich środków potrzebnych do zakupu wymarzonej gitary. Pomysłodawcy Recycling Band stwierdzili, że nie trzeba wydawać dużych pieniędzy na instrumenty, ponieważ do ich budowy wystarczą niepotrzebne już przedmioty codziennego użytku.

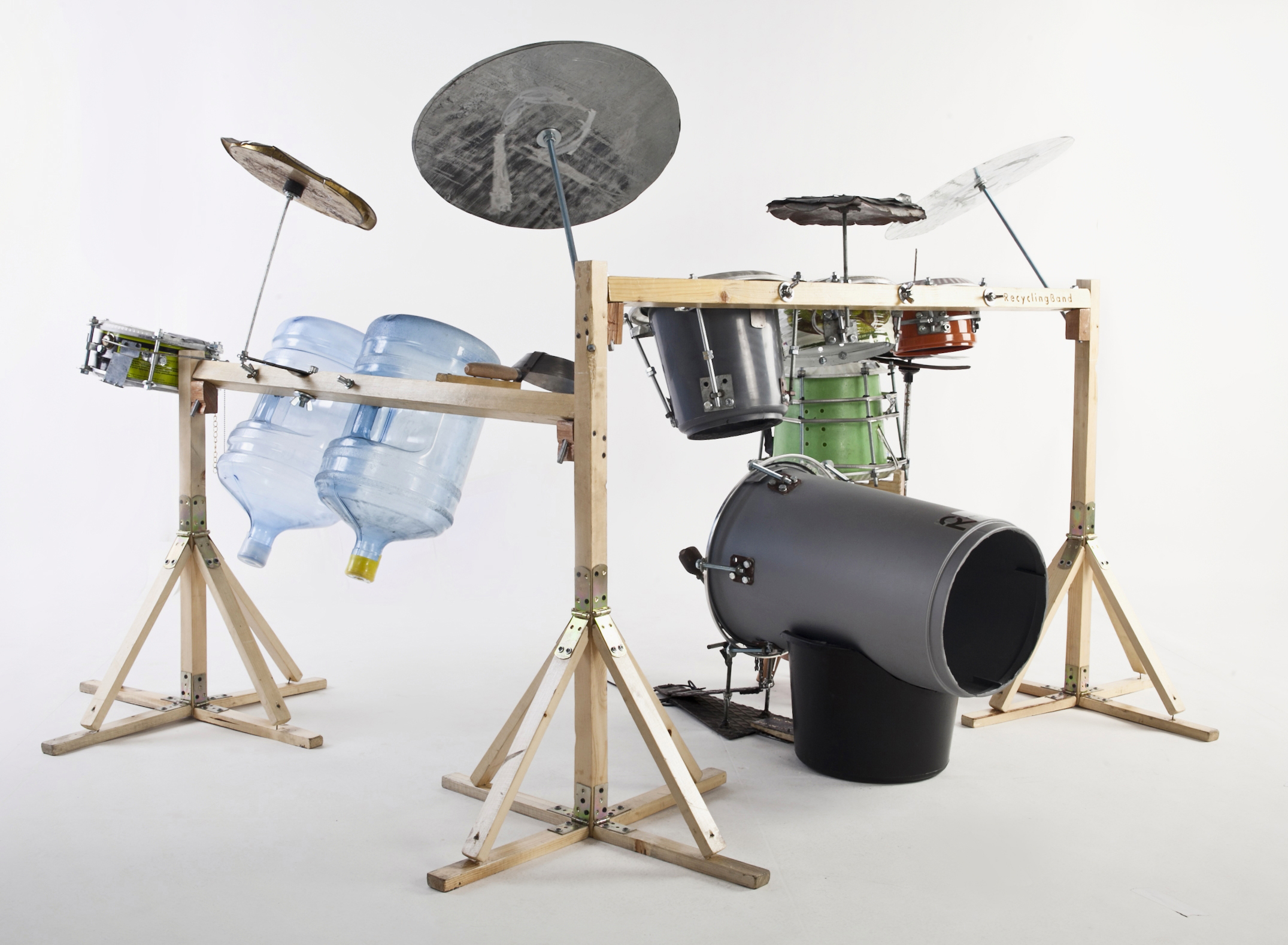
Odpadowa Perkusja

Po wykonaniu kilku gitar i instrumentów perkusyjnych zostało założone trio (Recycling Trio). Po trasie koncertowej w Austrii i Włoszech i ogromnym zainteresowaniu nietypowymi instrumentami oraz muzycznymi aranżacjami została podjęta decyzja o rozbudowaniu instrumentarium oraz poszerzeniu składu.
Za datę powstania Recycling Bandu uznaje się 19 października 2011, kiedy to zagrany został pierwszy koncert. Od tego czasu projekt łącząc poważny stosunek do muzyki z niepoważnymi instrumentami, koncertuje i uczy ochrony środowiska nie tylko w Polsce, ale również poza jej granicami.

## Media

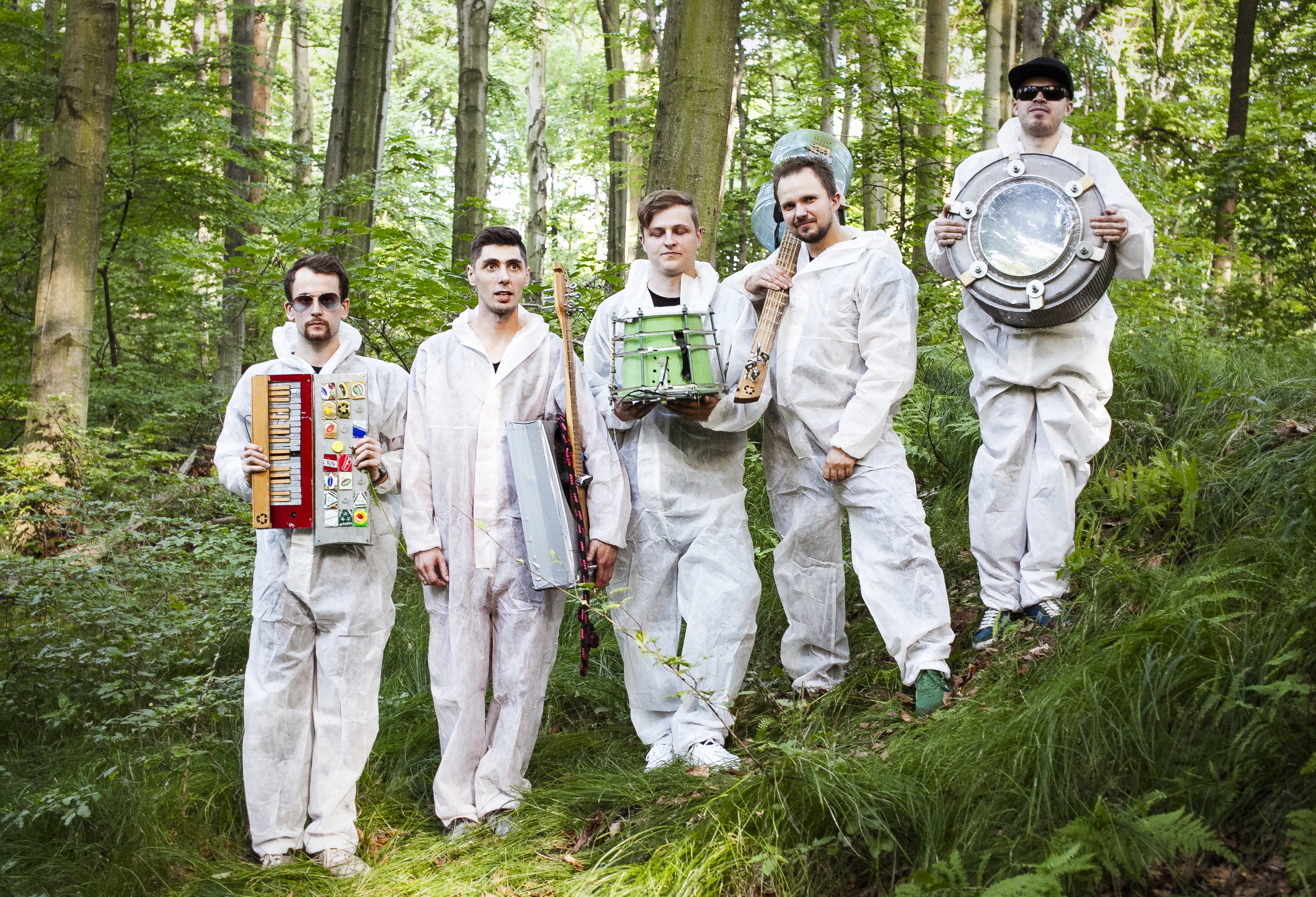
Recycling Band podczas sesji

W przeciągu pierwszego roku działalność zespołu o RB mówiły takie stacje jak:
- Arte TV (Yourope)
- Agencja Reutera (3XSQ)
- TVN (Uwaga! / Dzień Dobry TVN / Mam Talent)
- TVP 1 (Teleexpers)
- TVP Info (Kronika Krakowska / Info Gorzów Wielkopolski)

Portale:
- Chicago Tribune
- MSN
- DJIA
- Huffpost Video
- TV News.pl

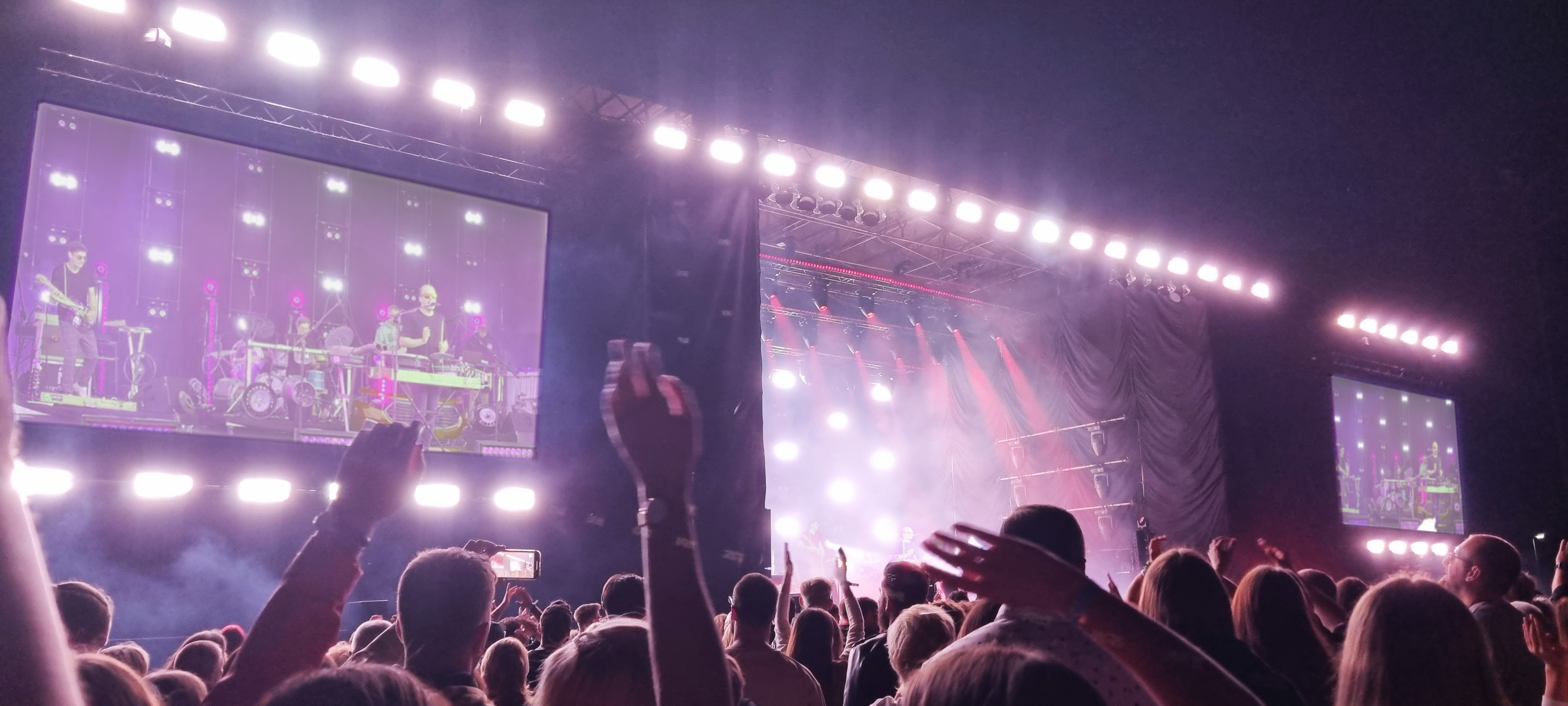
Recycling Band podczas koncertu

oraz Gazeta.pl; LoveKrakow.pl; MamyCel.pl; Jelonka.com; nj24.pl; jgFakty.pl; M.W.EKO; HotPlota.pl; Ulica Ekologiczna; Sacz.in; kamienna.info; Ekogroup.info.
Radia:
Radio Plus; Radio Eska; Radio Kraków; RDN Małopolska.
Gazety:
Recycling; Gazeta Krakowska; Dziennik Polski; Sądeczanin; BIS.